# Light contact
Light contact - formuła walki sportowej w kick-boxingu i dyscyplinach pokrewnych.
W kick-boxingu walka Light contact składa się z co najmniej 2 rund po 2 minuty każda. Dozwolone są te same techniki, co w Full contact, ale teoretycznie nie można wkładać pełnej siły w uderzenia i kopnięcia. Zawodnicy walczą w ochraniaczach na nogi, rękawicach i kaskach. Walkę można wygrać tylko przez przewagę punktową. Spowodowanie nokautu u przeciwnika grozi dyskwalifikacją, chyba że sędzia ringowy stwierdzi, że cios agresora nie był zadany z pełną siłą. Zawody odbywają się na ringu, macie lub tatami.